# ایسی ایشیدا
ایسّی ایشیدا (انگلیسی: Issei Ishida؛ زادهٔ ۷ دسامبر ۱۹۷۴) هنرپیشه، خواننده، و موسیقیدان اهل ژاپن است.